# Самойлович, Виктор Анатольевич
Виктор Анатольевич Самойлович (14 октября 1940 — 25 июня 2011) — доктор медицинских наук, профессор, заслуженный врач Украины.

## Биография
Окончил Львовский государственный медицинский институт (сейчас Львовский государственный медицинский университет имени Д. Галицкого). Виктор Анатольевич занимает должность главного врача-директора в санатории «Шахтостроитель» (г. Славянск) Открытого акционерного общества «ТрестДонецкшахтопроходка», является заведующим кафедры валеологии и коррекционной медицины Славянского государственного педагогического университета.

## Научная деятельность
Автор 245 научно-практических и научно-методических трудов, из них 2 монографии, 4 учебных пособия, 11 патентов Департамента интеллектуальной собственности Министерства образования и науки Украины на изобретения методик лечения заболеваний органов опоры и движения, пародонта, синдрома хронической усталости, псориаза и медицинских средств с использованием природных факторов, а именно: активированная кремнием вода, глина, бишофит, соль, сульфидная иловая грязь. Свой опыт Самойлович В. А. пропагандирует на международных, отечественных форумах, телевидению, радио, периодических и др. изданиях.
Виктор Анатольевич Самойлович награждён медалью «Ветеран труда», почетным Знаком «Шахтерская слава» трех степеней, «Шахтерская доблесть» II и III степени Министерства угольной промышленности Украины, Почетным отличием профсоюза работников угольной промышленности Украины и знаком «Отличник образования Украины» Министерства образования и науки Украины, Грамотами Академии педагогических наук Украины и Министерства образования и науки Украины, Благодарностью Президента Украины.